# Новгородская берестяная грамота № 292
Берестяная грамота № 292 — берестяная грамота, найденная в 1957 году при раскопках в Новгороде, является древнейшим из известных документов на любом из прибалтийско-финских языков. Документ датируется серединой XIII века. Язык грамоты предположительно является архаичной формой олонецкого диалекта карельского языка (ливвиковское наречие). Хранится в Новгородском музее-заповеднике в Великом Новгороде.

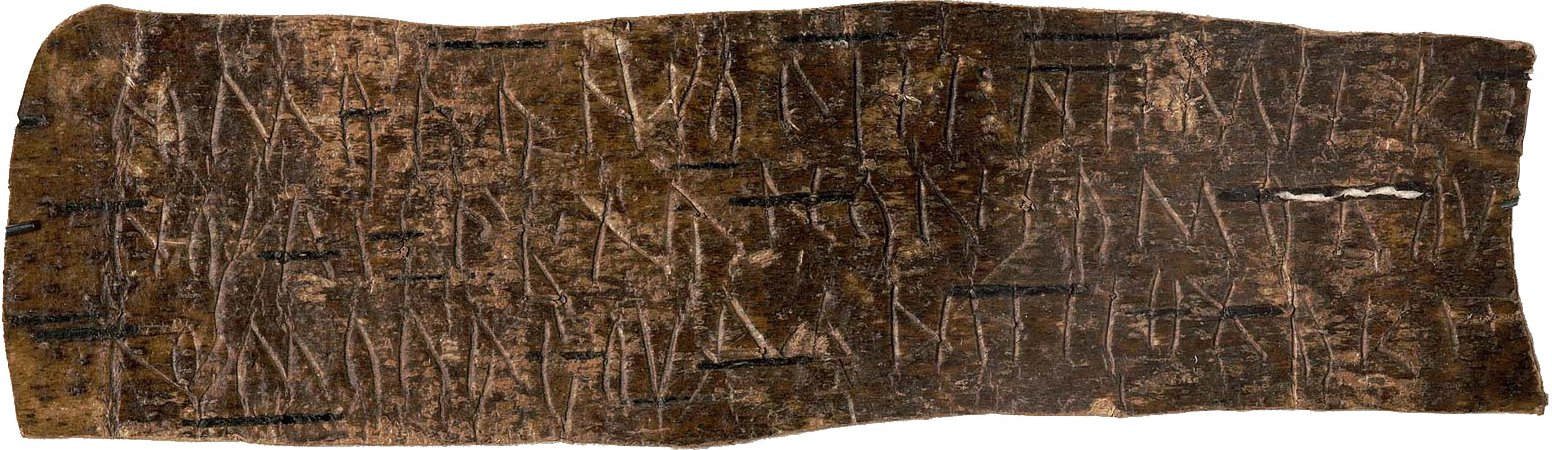
Фотография грамоты

## Текст и перевод
Текст написан кириллицей на карельском языке, точнее на его олонецком диалекте. Корень соуд- 'суд' является, однако, славянским. Возможно, из славянского взято целиком прилагательное соудьни 'судный (-е)', одна из версий считает славянизмом и последнее слово этой строки охови, трактуя его как 'оковы' (с финской заменой -к- на -х-).
Текст по прорисовке
```
юмолануолиінимижи
ноулисъ(ѣ?)ха(я?)нолиомобоу
юмоласоудьнииохови

```

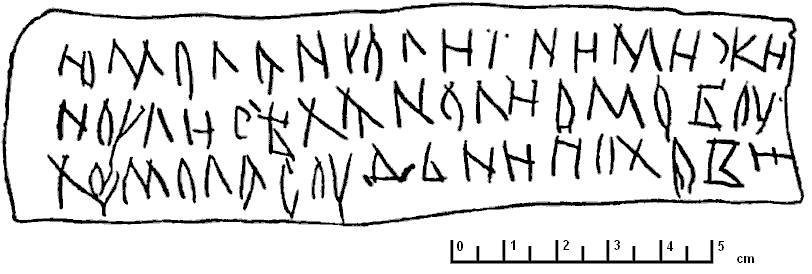
Прорись грамоты

Текст был интерпретирован и переведён на современный финский Юрием Сергеевичем Елисеевым
```
юмолануоли і нимижи
ноули се хан оли омо боу
юмола соудьни иохови

```

```
Jumalannuoli, kymmenen [on] nimesi
Tämä nuoli on Jumalan oma
Tuomion-Jumala johtaa.

```

```
Стрела бога с десятками имён
Божья эта стрела
Вершит божий суд.

```

Так как в древнерусской орфографии не было пробелов между словами, исходный текст может быть прочитан иначе. Мартти Хаавио предложил другую интерпретацию этого текста в своей статье от 1964 года:
```
юмолан нуоли інимижи
ноули сека н[у]оли омо боу
юмола соудьнии оковы

```

```
Jumalan nuoli, ihmisen
nuoli sekä nuoli oma. [
Tuomion jumalan kahlittavaksi.] 

```

```
Бога стрела, человека
стрела тоже стрела. [
Божьим судом окованы.] 

```

Также существует перевод текста, выполненный одним из ведущих финно-угороведов Евгением Арнольдовичем Хелимским
```
Божья стрела, 10 имён твоих
Стрела, сверкни, стрела, выстрели
Бог суд так правит 

```

## Значение и смысл
Согласно авторитетному мнению Е. А. Хелимского, грамотка является записью заговора. В ней употребляется имя небесного бога Юмала: ему принадлежат стрелы, которыми бог поражает злых духов — правит небесный суд (обладая, между прочим, чудесной способностью метать сразу три стрелы); показательно, что в финском фольклоре словом юмала могут обозначать и христианского Бога, и колдуна. Записанный заговор явно направлен против духов болезней, которых и в русских заговорах истребляют Божьи стрелы. Один из русских заговоров призывал: «И стрели батюшко, истинный Христос, в мою любимую скотинку своим тугим луком и калёными стрелами в ясныя очи, в сырую кость, и угони, выганивай двенадцать ногтей, двенадцать недугов, тринадцатый наибольший».
Интересно, что здесь слово «суд» славянское: видимо, представление о Божьем суде стало доступно прибалтийским финнам в результате русского христианского влияния. Юмала, в этом тексте небесный стрелок, уже явно ассоциируется с христианским Богом.
В свою очередь, по верованиям русских поморов, болезни — это стрелы, которые пускали из Корелы по ветру колдуны. Нойданнуоли — горящая стрела, выпускаемая колдуном, — не знает промаха. «С ветру» начинается колотьё в суставах, которое именуется «стрелья» или «стрел». Тех же колдунов часто приглашали как целителей, ибо только они и могут вылечить болезнь, а также на похороны и свадьбу; они же считались искусными корабелами. Настоящая берестяная грамота — раннее свидетельство взаимосвязей русского и финского обрядовых обычаев.